# Murtaza Gubaidullovič Rahimov
Murtaza Gubajdullovič Rahimov (baškirski: Мортаҙа Ғөбәйҙулла улы Рәхимов; ruski: Муртаза́ Губайду́ллович Рахи́мов) (rođen 1934.) je predsjednik ruske republike Baškirije.
Izabran je 17. prosinca 1993. kao prva osoba koja je postala predsjednikom ove republike. Prije izbora, Rahimov je bio predsjedateljem Višeg Sovjeta Republike - najvišeg položaja u toj republici u to vrijeme. 